# Бумурт
Буму́рт (фр. Boumourt) — коммуна во Франции, находится в регионе Аквитания. Департамент — Атлантические Пиренеи. Входит в состав кантона Арти-э-Пеи-де-Субестр. Округ коммуны — По.
Код INSEE коммуны — 64144.

## География

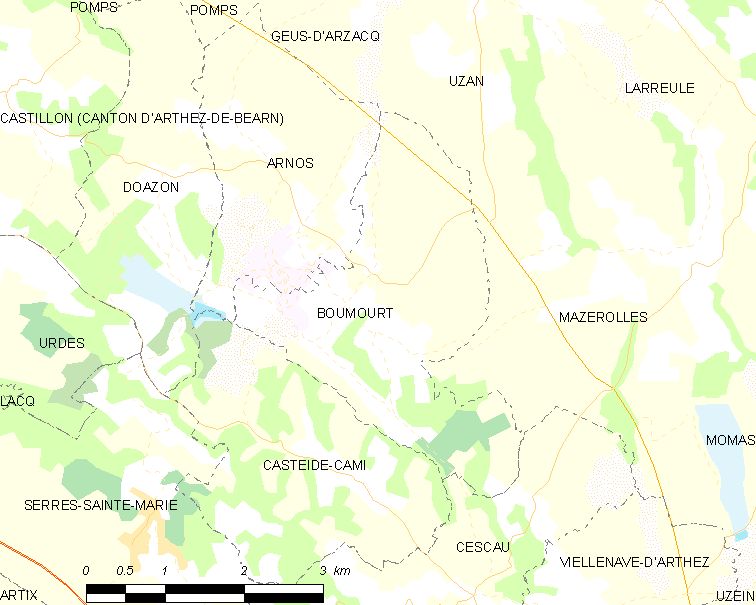
Карта коммуны

Коммуна расположена приблизительно в 650 км к югу от Парижа, в 155 км южнее Бордо, в 21 км к северо-западу от По.

### Климат
Климат тёплый океанический. Зима мягкая, средняя температура января — от +5°С до +13°С, температуры ниже −10 °C бывают редко. Снег выпадает около 15 дней в году с ноября по апрель. Максимальная температура летом порядка 20-30 °C, выше 35 °C бывает очень редко. Количество осадков высокое, порядка 1100 мм в год. Характерна безветренная погода, сильные ветры очень редки.

## Население
Население коммуны на 2010 год составляло 134 человека.
| 1962 | 1968 | 1975 | 1982 | 1990 | 1999 | 2010 |
| ---- | ---- | ---- | ---- | ---- | ---- | ---- |
| 118  | 113  | 108  | 95   | 125  | 126  | 134  |

## Администрация
| Период | Период | Фамилия        | Партия | Примечания |
| ------ | ------ | -------------- | ------ | ---------- |
| 1995   | 2020   | Жан-Бернар Пра |        |            |

## Экономика
В 2010 году среди 90 человек трудоспособного возраста (15—64 лет) 70 были экономически активными, 20 — неактивными (показатель активности — 77,8 %, в 1999 году было 66,2 %). Из 70 активных жителей работали 66 человек (34 мужчины и 32 женщины), безработных было 4 (2 мужчин и 2 женщины). Среди 20 неактивных 9 человек были учениками или студентами, 5 — пенсионерами, 6 были неактивными по другим причинам.

## Достопримечательности
- Церковь Св. Марии Магдалины (1888 год)[4]